# 매시업 (음악)
매시업(Mashup)은 2개 이상의 노래 중 하나는 음성, 다른 하나는 반주로만 구성하여 원래 있던 노래처럼 믹스하는 음악 수법이다.
일반적으로 한 노래의 보컬 트랙을 다른 노래의 기악 트랙 위에 매끄럽게 중첩하고 필요한 경우 템포와 키를 변경하여 미리 녹음된 두 개 이상의 노래를 혼합하여 만든 창의적인 작업이다. 이러한 저작물은 원본 콘텐츠의 "변형"으로 간주되며 미국에서는 저작권법의 공정 이용 원칙에 따라 저작권 주장으로부터 보호받을 수 있다.

## 같이 보기
- 샘플링 (음악)
- 파스티슈